# Павлоградское
Павлоградское (укр. Павлоградське) — посёлок, входит в Донецкий городской совет Донецкой области Украины. Находится под контролем самопровозглашенной Донецкой Народной Республики.

## География
Посёлок расположен на реке под названием Кальмиус.

#### Соседние населённые пункты по странам света
С, СЗ: город Донецк (выше по течению Кальмиуса)
СЗ: Ларино (выше по течению Кальмиуса)
СВ: Темрюк, Гришки
З: —
В:  город Моспино
ЮЗ: Обильное
ЮВ: Менчугово, Горбачёво-Михайловка, Придорожное, Калинина, Кирово (все ниже по течению Кальмиуса)
Ю: —

## Общие сведения
Почтовый индекс — 83491. Телефонный код — 62.

## Население
| Год  | Количество жителей |
| ---- | ------------------ |
| 1989 | 398                |
| 2001 | 359                |
| 2013 | 400                |

## Природа
Между посёлками Ларино и Павлоградское расположен ландшафтный заказник местного значения «Ларинский» («Ларинская степь»).

## Местный совет
83491, Донецкая область, Донецкий горсовет, пгт Ларино, ул. Горького, 58, тел. 341-61-17